# 圣索沃尔德梅扬
圣索沃尔德梅扬（法語：Saint-Sauveur-de-Meilhan，法語發音：[sɛ̃ sovœʁ də mɛjɑ̃]，意为“梅扬的圣索沃尔”）是法国洛特-加龙省的一个市镇，属于马尔芒德区。

## 地理
圣索沃尔德梅扬（44°28'54"N, 0°0'8"W）面积7.03 平方千米，位于法国新阿基坦大区洛特-加龍省，该省份为法国西南部内陆省份，北起多爾多涅省，西接吉倫特省和朗德省，南至热尔省，东临塔恩-加龙省和洛特省。
与圣索沃尔德梅扬接壤的市镇（或旧市镇、城区）包括：诺阿亚克、西加朗、阿亚斯、科屈蒙、加龙河畔梅扬。

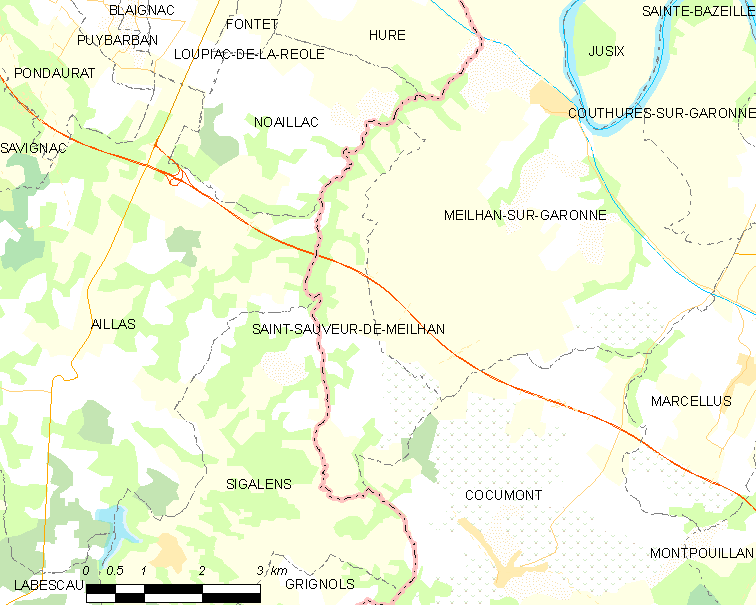
圣索沃尔德梅扬的OSM定位图

圣索沃尔德梅扬的时区为UTC+01:00、UTC+02:00（夏令时）。

## 行政
圣索沃尔德梅扬的邮政编码为47180，INSEE市镇编码为47277。

## 政治
圣索沃尔德梅扬所属的省级选区为马尔芒德第一县。

## 人口

1962-2008年间圣索沃尔德梅扬人口变化图示

圣索沃尔德梅扬于2022年1月1日时的人口数量为344人。